# Giovanni Stefano Donghi
Giovanni Stefano Donghi (né en 1608 à Gênes, Italie, alors capitale de la république de Gênes et mort le 26 novembre 1669 à Rome) est un cardinal italien du XVIIe siècle.

## Biographie
Giovanni Stefano Donghi étudie à l'université de Bologne et à celle de Salamanque. Il est nommé protonotaire apostolique  participantium, préfet des Annona, référendaire au tribunal suprême de la Signature apostolique et clerc à la chambre apostolique.
Il est créé cardinal par le pape Urbain VIII lors du consistoire du 13 juillet 1643. 
Il est plénipotentiaire du Saint-Père dans la guerre d'Italie et est légat à Ferrare en 1644-1648 et légat en Romagne et exarque à Ravenne. Il est nommé évêque d'Ajaccio en 1651. Il devient évêque d'Imola en 1655 et est transféré à Ferrare en 1663. 
Le cardinal Donghi participe au conclave de 1644, lors duquel Innocent X est élu pape, et aux conclaves de 1655 (élection d'Alexandre VII) et de 1667 (élection de Clément IX).